# Satiri (departamento)
Satiri é um departamento ou comuna da província de Houet no Burkina Faso. A sua capital é Satiri.
Em 1 de julho de 2018 tinha uma população estimada em 46611 habitantes.